# Fernand Crémieux
Pour les articles homonymes, voir Crémieux.
Fernand Crémieux, né le 15 décembre 1857 à Pont-Saint-Esprit et mort le 26 novembre 1928 à Paris, est un avocat et homme politique français.
Il est député du Gard du 1er janvier 1885 au 11 novembre 1889, puis du 3 septembre 1893 au 31 mai 1898, et sénateur du Gard de 1903 à 1928.

## Biographie

### Jeunesse et études
Il est parent d'Adolphe Crémieux, et cousin de Gaston Crémieux, qui est fusillé à Marseille pour avoir pris part au mouvement communaliste de 1871. Il est le père de Suzanne Crémieux et de l'avocat Robert Fernand Crémieux, marié à Marcelle Kraemer-Bach.
Il effectue sa scolarité au lycée Thiers de Marseille, puis étudie le droit à l'université de Paris.

### Parcours professionnel
Reçu avocat, vient exercer sa profession à Nîmes, où il se fait de bonne heure une réputation d'orateur. Aux élections d'octobre 1885, il se présente sur la liste républicaine radicale du Gard, et est élu député de ce département, le cinquième sur six, au second tour, avec 52 % des voix des votants. À 28 ans, il est alors un des plus jeunes membres de la Chambre, et est appelé, le jour de l'ouverture de la première session, à faire partie du bureau provisoire en qualité de secrétaire.
Il s'engage auprès du mouvement ouvrier et défend en juin 1886 un des accusés de la grève de Decazeville.
Il siège à la gauche radicale, et prend quelquefois la parole, notamment en 1886, en faveur de la proposition d'expulsion des princes[Lesquels ?]. Il se prononce également :
- le 3 décembre 1886, pour l'amendement Colfavru portant sur la suppression des sous-préfets (chute du ministère Freycinet) ;
- le 17 mai 1887, pour la proposition de résolution de la commission du budget (chute du ministère Goblet) ;
- le 9 juillet 1887, pour l'ensemble du titre 1er du projet de loi organique militaire ;
- le 19 novembre 1887, pour la discussion immédiate de l'interpellation Clemenceau (chute du ministère Rouvier) ;
- le 30 mars 1888, pour l'urgence sur la proposition Camille Pelletan, relative à la révision (chute du ministère Tirard).

Il soutient le ministère Floquet, et est élu secrétaire de la Chambre le 8 janvier 1889. Dans cette dernière session, il vote :
- le 11 février 1889, pour le rétablissement du scrutin d'arrondissement ;
- contre l'ajournement indéfini de la constitution ;
- contre les poursuites contre trois députés membres de la Ligue des patriotes ;
- pour les poursuites contre le général Boulanger.

Il est élu sénateur le 4 janvier 1903, et le reste jusqu'à sa mort (réélections le 7 janvier 1912 et le 9 janvier 1921). Il décéde au cours de ce dernier mandat à l'âge de 70 ans.

### Source
- « Fernand Crémieux », dans Adolphe Robert et Gaston Cougny, Dictionnaire des parlementaires français, Edgar Bourloton, 1889-1891 [détail de l’édition]
- « Fernand Crémieux », dans le Dictionnaire des parlementaires français (1889-1940), sous la direction de Jean Jolly, PUF, 1960 [détail de l’édition]
- « Crémieux (Fernand) », dans Dictionnaire biographique du Gard, Paris, Flammarion, coll. « Dictionnaires biographiques départementaux » (no 45), 1904 (BNF 35031733), p. 194-195.